# 6544 Stevendick
6544 Stevendick eller 1986 SD är en asteroid i huvudbältet som upptäcktes den 29 september 1986 av den tjeckiske astronomen Zdeňka Vávrová vid Kleť-observatoriet. Den är uppkallad efter Steven J. Dick.
Den tillhör asteroidgruppen Agnia.